# Lauren Graham
Lauren Helen Graham (Honolulu, 16 marzo 1967) è un'attrice, produttrice televisiva e scrittrice statunitense.
È conosciuta soprattutto per aver interpretato il ruolo di Lorelai Gilmore, protagonista della serie televisiva Una mamma per amica, e quello di Sarah Braverman nella serie televisiva corale Parenthood.

## Biografia

### Primi anni
Lauren Graham nasce a Honolulu (Hawaii) da Donna Grant, fashion buyer, e Lawrence Graham, ex-presidente dell'associazione delle industrie di cioccolato e dolciumi. Ha antenati irlandesi. All'età di cinque anni, i suoi genitori divorziano e lei si trasferisce insieme al padre nella Virginia del Nord, poco fuori da Washington DC. Donna Grant lascia la loro casa per inseguire la carriera di cantante e Lauren cresce così col padre. In seguito al secondo matrimonio del padre, Lauren acquisisce una sorella, Maggie, e un fratello, Chris.
Scopre la passione per la recitazione durante le scuole elementari e dimostra il suo talento alla Langley High School dove fa parte di una squadra di ginnastica. Ben presto  entra in una compagnia teatrale e partecipa a piccole produzioni. Nel 1988 si laurea al Barnard College con una laurea in letteratura inglese. Dopo essersi trasferita in Texas nel 1992, ottiene una laurea specialistica in recitazione dalla Southern Methodist University.

### Carriera
Durante il liceo partecipa a un video nell'ambito dell'organizzazione Planned Parenthood. Terminati gli studi, si trasferisce a New York, dove diventa una cameriera di cocktail e un'aspirante attrice. Ottiene il suo primo lavoro retribuito partecipando a una pubblicità nei panni di Striker, il cane mascotte del Campionato mondiale di calcio del 1994. Nel 1995 si trasferisce a Hollywood, California. Prende parte a diverse pubblicità per prodotti come "Dimetapp" e "Lean Cuisine" e presenta l'anteprima del fine settimana su The Movie Channel.
Oltre alle numerose apparizioni in programmi televisivi, Lauren partecipa a sitcom di poco successo, tra cui Townies (con Molly Ringwald e Jenna Elfman) e Lush Life (con Lori Petty e Karyn Parsons). Tra il 1996 e il 1997 appare regolarmente in diversi show del canale NBC. Interpreta una studentessa diplomata che attira l'attenzione di Dick in Una famiglia del terzo tipo, la fidanzata di Richard in Caroline in the City e la fidanzata di Jerry in Seinfeld. Interpreta inoltre una produttrice di Hollywood in tre episodi di Law & Order - I due volti della giustizia, a fianco di Scott Cohen, che in seguito interpreterà il ruolo del professor Max Medina nella serie televisiva Una mamma per amica. Il grande salto sembra presentarsi con la partecipazione a Newsradio ma il pubblico non risponde positivamente alla sua entrata nel cast.
Il vero successo arriva nel 2000 quando viene chiamata ad interpretare il ruolo della protagonista Lorelai Gilmore, una giovane e brillante madre legata da una forte amicizia alla figlia, concepita all'età di 16 anni, Rory (Alexis Bledel), in Una mamma per amica. Il ruolo di Lorelai le vale, nel 2001, una candidatura come migliore attrice in una serie televisiva (commedia) ai Golden Globe. La serie si conclude il 15 maggio 2007. Nella settima e ultima stagione della serie, Lauren è anche produttrice. Nel 2016 torna a interpretare Lorelai Gilmore, per quattro nuovi episodi, nel sequel Una mamma per amica - Di nuovo insieme.
Lauren torna alle radici della sua carriera interpretando se stessa in due episodi della serie televisiva della NBC Studio 60 on the Sunset Strip. Prende inoltre parte al gioco della rete Bravo Celebrity Poker Showdown, insieme a Dave Foley di Newsradio. Dopo aver vinto l'incontro preliminare, perde contro un'altra ex-star di Newsradio, Maura Tierney. Il 26 giugno 2002 è l'ultima celebrità intervistata da Rosie O'Donnell durante il suo programma. È inoltre una delle celebrità che maggiormente partecipa a The Ellen DeGeneres Show, con otto apparizioni.
Sul grande schermo appare in diversi film come Babbo bastardo (2003), Missione tata (2005) e Perché te lo dice mamma (2007). Nel 2007 interpreta il ruolo di Joan Baxter, la moglie di Evan in Un'impresa da Dio.
Lauren dichiara di divertirsi ad apparire in brevi film e recitare al Williamstown Theatre Festival. Nel 2005 interpreta Amanda nel cortometraggio Gnome, diretto da Jenny Bicks, una delle produttrici di Sex and the City. Gnome è per breve tempo visibile su YouTube prima di essere rimosso per violazione di copyright. Il film viene successivamente reso disponibile su iTunes Store.
Nel 2007-2008 presta la voce a diverse pubblicità per dei prodotti della Kellogg's e per la nuova Plum Card dell'American Express.
Nel 2009 interpreta miss Adelaide nel revival di Broadway del musical Guys and Dolls. Nel 2010 l'attrice avrebbe dovuto cominciare a girare Scream 4, nuovo capitolo della famosa serie di film, ma ha lasciato il progetto il 30 giugno 2010 a causa di conflitti sulla sceneggiatura e sulle date delle riprese. Dal 2010 al 2015 interpreta Sarah Braverman nel telefilm Parenthood.

## Scrittrice
Nel 2013 appare in libreria il suo romanzo Someday, Someday, Maybe: A Novel, pubblicato dalla Random House, tradotto come Un giorno, forse. Nel maggio 2013 il libro entra nella lista dei best seller del The New York Times. Lauren Graham firma quindi un contratto con la Warner Bros. Television e la compagnia di produzione di Ellen DeGeneres per trarne una serie televisiva.
Successivamente scrive Talking as Fast as I Can, pubblicato in italiano con il titolo Parlare a raffica dalla Sperling & Kupfer. Il 3 aprile 2018 esce il suo terzo libro, dal titolo In Conclusion, Don’t Worry About It.
- Un giorno, forse (25 marzo 2014)
- Parlare a raffica (29 novembre 2016)
- In Conclusion, Don't Worry About It (3 aprile 2018)

## Filmografia

### Cinema
- Nightwatch - Il guardiano di notte (Nightwatch), regia di Ole Bornedal (1997)
- Confessions of a Sexist Pig, regia di Sandy Tung (1998)
- La voce dell'amore (One True Thing), regia di Carl Franklin (1998)
- Dill Scallion, regia di Jordan Brady (1999)
- Sweet November - Dolce novembre (Sweet November), regia di Pat O'Connor (2001)
- Duetto a tre (The Third Wheel) (2002) - non accreditata
- Babbo bastardo (Bad Santa), regia di Terry Zwigoff (2003)
- Seeing Other People, regia di Wallace Wolodarsky (2004)
- I segreti per farla innamorare (Lucky 13), regia di Chris Hall (2005)
- La banda del porno - Dilettanti allo sbaraglio! (The Moguls), regia di Michael Traeger (2005)
- Missione tata (The Pacifier), regia di Adam Shankman (2005)
- Gnome, regia di Jenny Bicks – cortometraggio (2005)
- The Life Coach, regia di Josh Stolberg (2005)
- Perché te lo dice mamma (Because I Said So), regia di Michael Lehmann (2007)
- Un'impresa da Dio (Evan Almighty), regia di Tom Shadyac (2007)
- Birds of America - Una famiglia incasinata (Birds of America), regia di Craig Lucas (2008)
- Flash of Genius, regia di Marc Abraham (2008)
- Arlene Faber, regia di John Hindman (2009)
- 5 giorni fuori (It's Kind of a Funny Story), regia di Anna Boden, Ryan Fleck (2010)
- Natale con i tuoi (A Merry Friggin' Christmas), regia di Tristram Shapeero (2014)
- Max, regia di Boaz Yakin (2015)
- Scuola media: gli anni peggiori della mia vita (Middle School: The Worst Years of My Life), regia di Steve Carr (2016)
- Un weekend al limite (Joshy), regia di Jeff Baena (2016)

### Televisione
- Caroline in the City – serie TV, 5 episodi (1995-1996)
- Townies – serie TV, 15 episodi (1996)
- Una famiglia del terzo tipo (3rd Rock from the Sun) – serie TV, episodio 1x03 (1996)
- Good Company – serie TV, 6 episodi (1996)
- Law & Order - I due volti della giustizia (Law & Order) – serie TV, episodi 7x15-7x16-7x17 (1997)
- Seinfeld – serie TV, episodio 8x20 (1997)
- Newsradio – serie TV 4 episodi (1997)
- Conrad Bloom – serie TV, 13 episodi (1998)
- M.Y.O.B. – serie TV, 4 episodi (2000)
- Una mamma per amica (Gilmore Girls) – serie TV, 153 episodi (2000-2007)
- Chasing Destiny, regia di Tim Boxell – film TV (2001)
- Studio 60 on the Sunset Strip – serie TV, episodi 1x05-1x06 (2006)
- The Bridget Show – serie TV, episodio pilota scartato (2009)
- Parenthood – serie TV, 103 episodi (2010-2015)
- Go On – serie TV, episodio 1x09 (2012)
- Web Therapy – serie TV, episodi 4x04-4x05 (2014)
- The Odd Couple – serie TV, episodio 1x12 (2015)
- Una mamma per amica - Di nuovo insieme (Gilmore Girls: A Year in the Life) – miniserie TV, 4 episodi (2016)
- Curb Your Enthusiasm – serie TV, 3 episodi (2017)
- Lo straordinario mondo di Zoey (Zoey's Extraordinary Playlist) – serie TV, 12 episodi (2020-2021)
- Stoffa da campioni - Cambio di gioco (The Mighty Ducks: Game Changers) – serie TV, 20 episodi (2021-2022)

### Doppiatrice
- I Griffin (Family Guy) – serie TV, episodio 3x20 (2002)
- Piovono polpette (Cloudy with a Chance of Meatballs), regia di Phil Lord e Chris Miller (2009)

## Doppiatrici italiane
Nelle versioni in lingua italiana dei suoi lavori, Lauren Graham è stata doppiata da:
- Giuppy Izzo in Una mamma per amica, Flash of Genius, Parenthood, Una mamma per amica - Di nuovo insieme, Max, Stoffa da campioni - Cambio di gioco
- Ilaria Stagni in Babbo bastardo, Missione Tata, Un'impresa da Dio, Natale con i tuoi
- Cristiana Lionello in Nightwatch - Il guardiano di notte
- Claudia Catani in La voce dell'amore
- Micaela Incitti ne I segreti per farla innamorare
- Lorella De Luca in La banda del porno - Dilettanti allo sbaraglio
- Eleonora De Angelis in Perché te lo dice mamma
- Alessandra Korompay in Birds of America
- Cinzia Villari in Scuola media: gli anni peggiori della mia vita
- Emanuela Rossi in Law & Order - I due volti della giustizia
- Antonella Baldini in Lo straordinario mondo di Zoey

## Riconoscimenti
- Golden Globe
  - 2002 – Candidatura Miglior performance di un'attrice in una serie televisiva – Commedia Una mamma per amica
- Screen Actors Guild Awards
  - 2001 – Candidatura Miglior performance di un'attrice in una serie televisiva – Commedia Una mamma per amica
  - 2002 – Candidatura Miglior performance di un'attrice in una serie televisiva – Commedia Una mamma per amica
- Satellite Awards
  - 2001 – Candidatura Migliore performance di un'attrice in una serie, commedia o musical Una mamma per amica
  - 2002 – Candidatura Migliore performance di un'attrice in una serie, commedia o musical Una mamma per amica
  - 2003 – Candidatura Migliore performance di un'attrice in una serie, commedia o musical Una mamma per amica
  - 2004 – Candidatura Migliore performance di un'attrice in una serie, commedia o musical Una mamma per amica
  - 2005 – Candidatura Migliore performance di un'attrice in una serie, commedia o musical Una mamma per amica
- People's Choice Awards
  - 2005 – Candidatura Celebrità televisiva preferita Una mamma per amica
- Teen Choice Awards
  - 2005 – Miglior attrice unità genitori Una mamma per amica
  - 2006 – Miglior attrice unità genitori Una mamma per amica
  - 2010 – Miglior attrice unità genitori Parenthood
- Television Critics Association Awards
  - 2002 – Candidatura Successo individuale in una commedia Una mamma per amica
  - 2006 – Candidatura Eccezionale successo individuale in una commedia Una mamma per amica
- Family Television Awards
  - 2001 – Migliore attrice Una mamma per amica